# Peștera (okręg Hunedoara)
Peștera – wieś w Rumunii, w okręgu Hunedoara, w gminie Băița. W 2011 roku liczyła 112 mieszkańców.